# Île Baynes
Pour les articles homonymes, voir Baynes (homonymie).
On désigne sous le nom d'’île Baynes un groupe de trois îlots, reliés à marée basse, d'une superficie totale de 1,62 hectare. Ils font partie de l'archipel Waterhouse, situé à proximité de la côte nord-est de la Tasmanie. Elle accueille de nombreuses espèces d'oiseaux de mer, notamment le manchot pygmée, le goéland austral, le goéland argenté, l'huîtrier fuligineux, le cormoran de Tasmanie, la sterne caspienne et la sarcelle australasienne.